# فريق أسماك القرش
فريق أسماك القرش للاستعراض الجوي. (بالإنجليزية: The Sharks (Royal Navy))‏. هو فريق استعراض جوي تابع إلى البحرية الملكية البريطانية.

## الخلفية التاريخية
كان فريق «أسماك القرش» يحلق بواسطة الهليكوبتر في استعراضات البحرية الملكية البريطانية من عام 1975 إلى عام 1992. وقد حلقت أربع طائرات هليكوبتر إيروسباسيال غازيل، مع الطائرات والطيارين استخلاصها من 705 سرب الجوية البحرية التي يوجد مقرها في رنس Culdrose، كورنوال.